# Cannelloni
Cannelloni (Italiaans: /kannelˈloni/), Italiaans voor grote pijpen, buiten Italië ook wel manicotti genoemd, is een soort pasta, die bestaat uit grote dikke buizen gemaakt van durumtarwe.
De pasta komt uit Italië, en wordt daar traditioneel vaak gevuld met ricotta, spinazie en gehakt. De gevulde pasta wordt vervolgens in de oven gebakken met tomatensaus of bechamelsaus. Een Catalaanse versie die canaletes wordt genoemd is een bekend streekgerecht dat ook in de rest van Spanje veel gegeten wordt.